# Freddie Smith
 (septembre 2011).
Si vous disposez d'ouvrages ou d'articles de référence ou si vous connaissez des sites web de qualité traitant du thème abordé ici, merci de compléter l'article en donnant les références utiles à sa vérifiabilité et en les liant à la section « Notes et références ».
Pour les articles homonymes, voir Smith.
Freddie Smith est un acteur américain né le 1er mars 1988. 

## Biographie
Il est surtout connu pour son rôle de Marco Salazar, le petit ami de Teddy Montgomery (Trevor Donovan) dans la série 90210 Beverly Hills : Nouvelle Génération, reprise de la série éponyme des années 1990, Beverly Hills 90210.
Ce rôle de jeune homosexuel n'est pas le premier pour Freddie qui s'est vu attribuer le premier personnage gay du fameux soap opera Des jours et des vies où il tient le rôle de Sonny Kiriakis depuis 2011.
Le 26 avril 2015, Freddie Smith remporte un Emmy Award dans la catégorie "Outstanding Younger Actor in a Drama Series" pour son rôle de Sonny Kiriakis dans Days of Our Lives lors de la 42e cérémonie annuelle au Daytime Emmy Awards.